# Spellbound (1945)
Spellbound (bra: Quando Fala o Coração; prt: A Casa Encantada) é um filme estadunidense de 1945, do gênero suspense, dirigido por Alfred Hitchcock.

## Sinopse
A linda e fria Dra. Constance (Ingrid Bergman) é uma psiquiatra que conhece muito bem o ser humano, ao menos era o que pensava até conhecer o sinistro Dr. Anthony (Gregory Peck) que foi nomeado como substituto do diretor da clínica psiquiátrica Green Manors, onde ela trabalha.

## Elenco
- Gregory Peck .... John Ballantine, também chamado Dr. Anthony Edwardes, 'J.B.' e John Brown
- Ingrid Bergman .... Dra. Constance Petersen
- Michael Chekhov .... Dr. Alexander Brulov ('Alex')
- Leo G. Carroll .... Dr. Murchison
- Rhonda Fleming .... Mary Carmichael
- John Emery .... Dr. Fleurot
- Norman Lloyd .... Sr. Garmes
- Bill Goodwin .... detetive
- Steven Geray .... Dr. Graff
- Donald Curtis .... Harry
- Jean Acker

## Principais prêmios e indicações
Oscar 1946 (EUA)
- Vencedor na categoria de melhor trilha sonora para cinema - comédia/drama.
- Indicação também nas categorias de melhor filme, melhores efeitos especiais, melhor diretor, melhor fotografia preto-e-branco e melhor ator coadjuvante (Michael Chekhov).

Prêmio NYFCC 1946 (New York Film Critics Circle Awards, EUA)
- Ingrid Bergman recebeu o prêmio na categoria de melhor atriz.[5]